# Orquesta Hallé de Mánchester
La Hallé Orchestra o The Hallé es una orquesta sinfónica con sede en Mánchester, Inglaterra. Tiene un coro, un coro juvenil, un coro de niños y una orquesta juvenil. Publica sus grabaciones en su propio sello discográfico, a pesar de que en ocasiones ha publicado grabaciones en Angel Records y EMI. Desde 1996, la orquesta ha sido residente en el Bridgewater Hall de Manchester. Está muy ligada a la figura del legendario director inglés Sir John Barbiroli.

## Historia

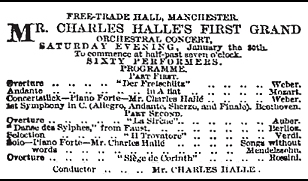
El primer programa (1858)

En mayo de 1857 el pianista y director de orquesta Charles Hallé estableció una orquesta para actuar en el Manchester Art Treasures Exhibition, que se hizo hasta el mes de octubre. Hallé decidió continuar trabajando con la orquesta como organización formal y dio su primer concierto bajo estos auspicios el 30 de enero de 1858. La primera sede de la orquesta fue el Free Trade Hall. En 1861 la orquesta tuvo problemas financieros, y realizó sólo dos conciertos de ese año.

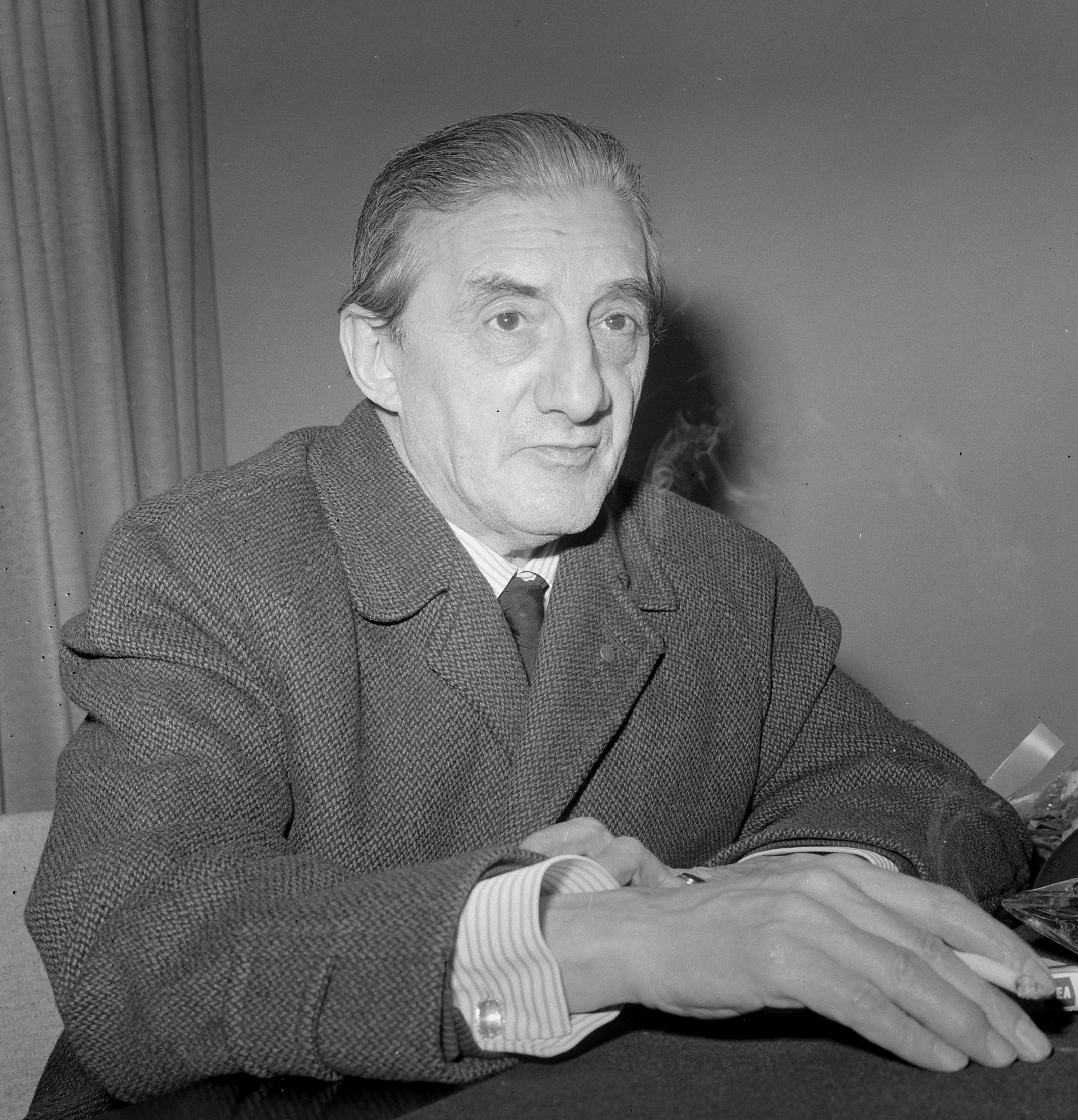
John Barbirolli en 1965

El legendario director Hans Richter se desempeñó como director musical desde 1899 hasta 1911. Durante su mandato, la orquesta dio la primera interpretación de la Sinfonía n.º 1 de sir Edward Elgar.
En 1943, la orquesta estaba de nuevo en crisis, habiendo disminuido en tamaño hasta los 30 profesores y con la mitad de su plantilla tocando también para la BBC. Durante los siguientes 27 años, desde 1943 hasta 1970, el siguiente director musical de la orquesta fue sir John Barbirolli, que recuperó la fama nacional e internacional de la Hallé. 
Barbirolli había sido titular de la Filarmónica de Nueva York desde 1937 y en 1942 le ofrecieron la renovación de su contrato, pero para ello debía adoptar la nacionalidad estadounidense. Barbirolli no estaba dispuesto a ello. En ese momento, la invitación de la Orquesta The Hallé de Mánchester para ser su director titular transformó la carrera de Barbirolli.
Barbirolli fue recibido como el gran salvador de la orquesta. En los 27 años en que se mantuvo como titular consiguió elevar el nivel artístico de la misma hasta el extremo de situarla por derecho propio entre las mejores formaciones de Inglaterra y de Europa. En 1968 fue nombrado Director Laureado Vitalicio por la institución. Algunas de las grabaciones más memorables de Barbirolli con The Hallé son las de las sinfonías de Jean Sibelius, Arnold Bax y Vaughan Williams, realizadas en Mánchester durante la Segunda Guerra Mundial.
Durante el mandato de Barbirolli, uno de los miembros más notables de la orquesta fue el concertino Martin Milner, que se desempeñó en esa función desde 1958 hasta 1987. Barbirolli consideraba a Milner como su mano derecha y una vez le escribió agradeciendo: «Eres el mejor líder que he tenido en mi larga carrera».

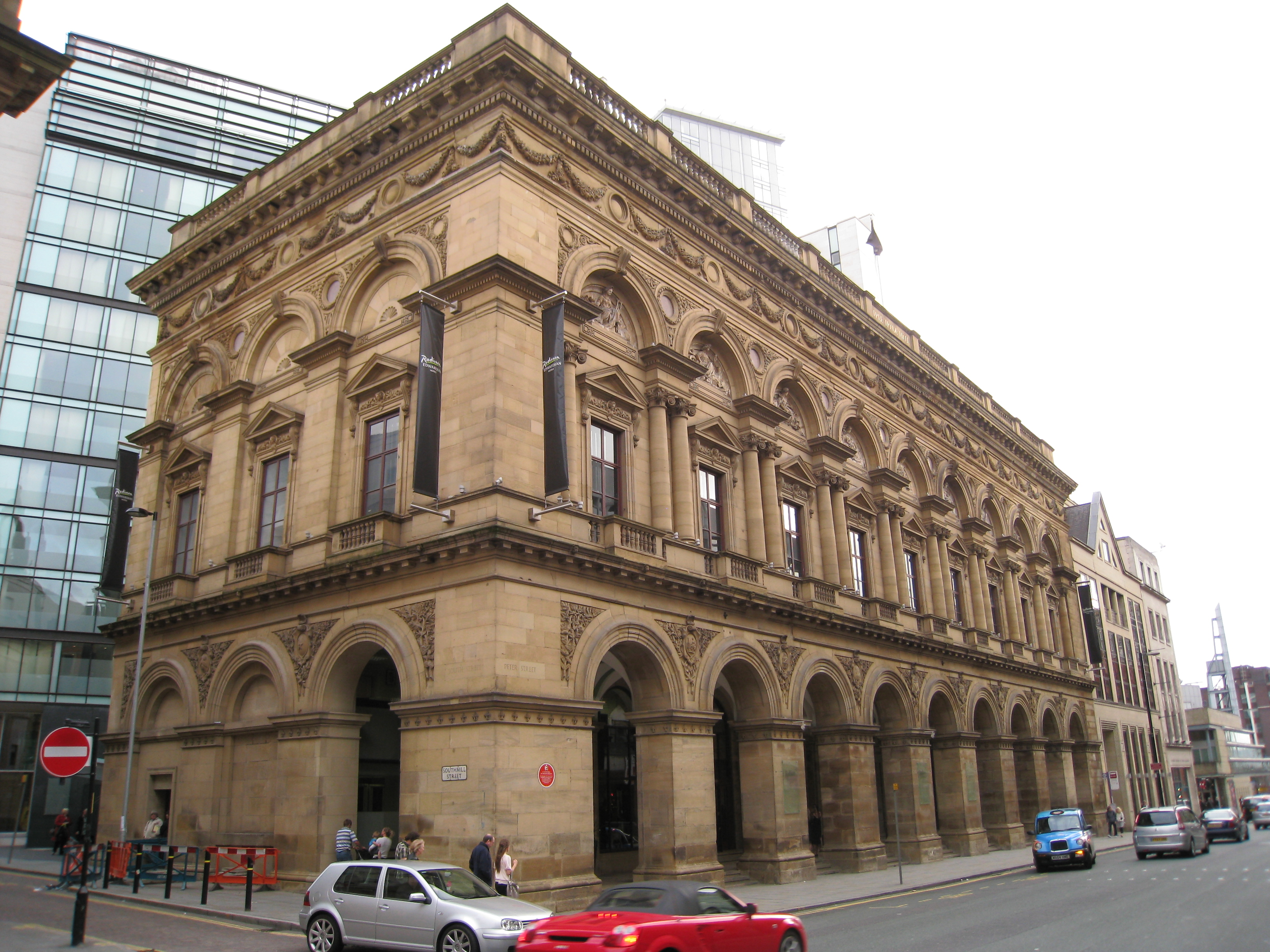
The Free Trade Hall, Mánchester

Kent Nagano fue el director principal de la orquesta de 1992 a 1999. La orquesta se trasladó desde el Free Trade Hall al Bridgewater Hall en 1996, como su lugar de conciertos principal. Durante su mandato, Nagano recibió críticas por su costosa y ambiciosa programación, así como por sus honorarios como director. Sin embargo, la mala gestión financiera de la orquesta contribuyó por separado a los problemas fiscales de la orquesta. La orquesta se enfrentó a importantes problemas financieros a fin<les de la década de 1990, incluido un déficit de 1,3 millones de libras en 1998, hasta el punto en que la existencia de la orquesta se vio amenazada por la pérdida de fondos del Arts Council y finalmente la bancarrota.
Durante 1997 hubo un período de ocho meses en que la orquesta no tuvo un director ejecutivo. Leslie Robinson se desempeñó durante dos años como presidenta ejecutiva después de ese período, iniciando cambios en la orquesta para comenzar a controlar los problemas financieros. Esto incluyó la recaudación de fondos públicos, que obtuvo 2 millones de libras, reduciendo a la mitad el número de personas en la orquesta y reduciendo el número de músicos en la orquesta de 98 a 80. 
En septiembre de 2000, sir Mark Elder, asumió el cargo de director musical, habiendo sido nombrado para el cargo en 1999. Sus conciertos con la orquesta recibieron constantemente críticas positivas, y es generalmente considerado como el que ha restaurado a la orquesta en la consideración de la alta crítica musical. En 2004, Elder firmó un contrato para prolongar su mandato hasta el año 2010, y en mayo de 2009, la Hallé anunció una nueva prórroga hasta el año 2015. En noviembre de 2013, la Hallé anunció la ampliación del contrato «al menos hasta el 2020».
La orquesta ha comenzado a emitir nuevas grabaciones de CD bajo su propio sello discográfico. En 2017, la orquesta comenzó una serie de grabaciones en colaboración con el compositor de películas, Benson Taylor.
En marzo de 2006, la orquesta se vio obligada a cancelar una gira planificada de los Estados Unidos debido al costo y las dificultades administrativas para obtener visados para los músicos, como resultado de las regulaciones más estrictas destinadas a combatir posibles ataques terroristas.

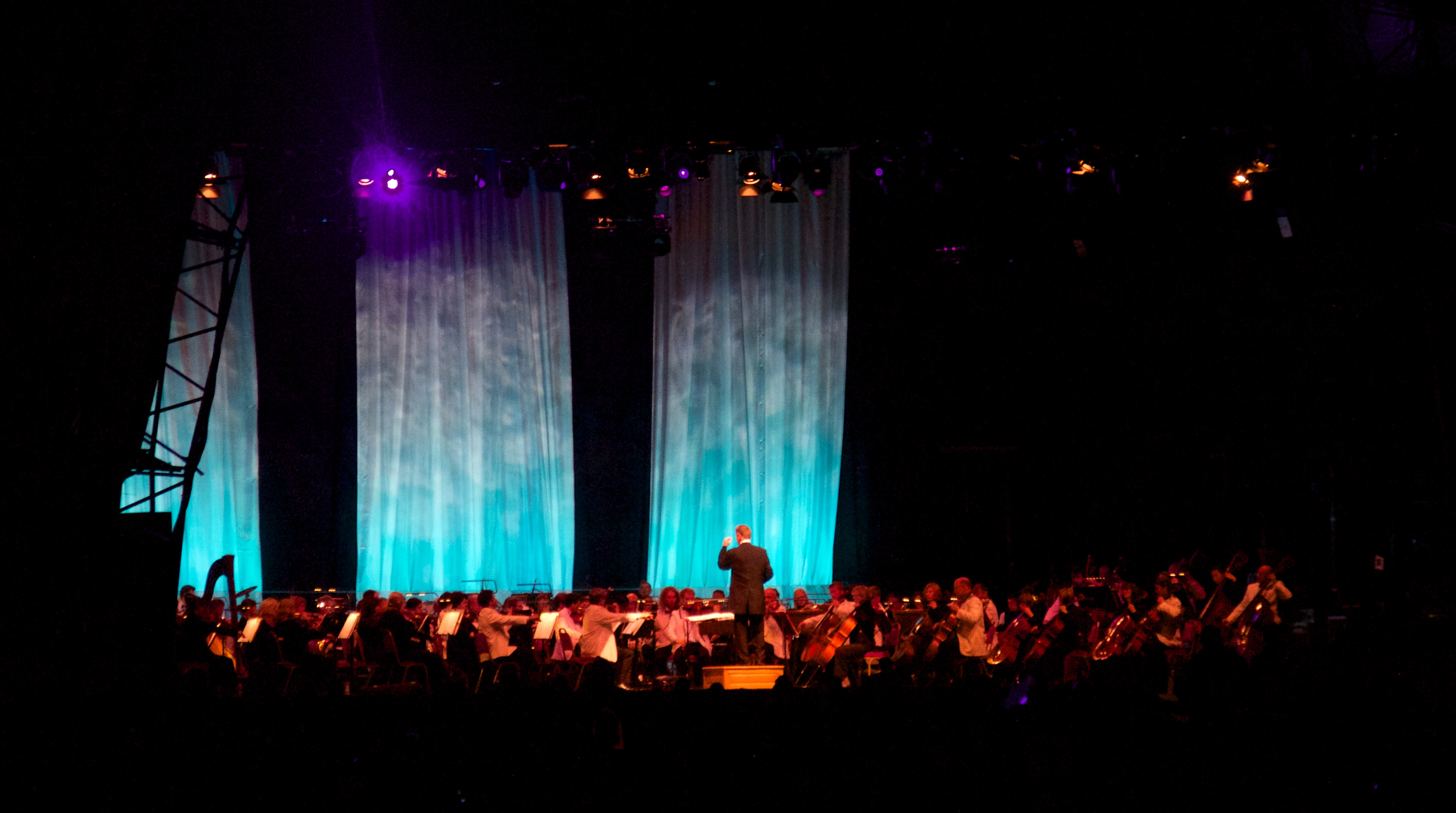
Actuación en 2013

La orquesta nombró a su primer director invitado principal, Cristian Mandeal, en 2006. Ocupó este cargo hasta 2009. En febrero de 2008, la orquesta anunció el nombramiento de Markus Stenz como su segundo y próximo director invitado, comenzando en 2009. Los directores adjuntos han incluido a Edward Gardner, Rory Macdonald, Andrew Gourlay, y Ewa Strusińska (2008-2010), la primera directora femenina nombrada como ayudante de dirección en el Reino Unido. En septiembre de 2012, Jamie Phillips se convirtió en el nuevo director asistente de Hallé, cuyas funciones incluyen la dirección musical de la Orquesta Juvenil Hallé. El líder actual de Hallé es Lyn Fletcher. El actual jefe de planificación artística de la orquesta es Geoffrey Owen.

## Estrenos notables
La orquesta ha estrenado en primicia algunas obras destacadas:
- 1908: Sinfonía n.º 1, de Edward Elgar [cita requerida]
- 1929: La cantata The Rio Grande , de Constant Lambert (primera interpretación pública; la obra había sido radiada en 1928) [cita requerida]
- 1945: Threnody for a Soldier Killed in Action, de Anthony Collins[17]
- 1949–1950: Sinfonía n.º 1,  de William Alwyn [cita requerida]
- 1953: Sinfonía n.º 2, de William Alwyn [cita requerida]
- 1953: Sinfonia antartica de Ralph Vaughan Williams [cita requerida]
- 1955: Cello Concerto, de Gerald Finzi[18]
- 1959: Variations for Orchestra, de Anthony Milner[19]
- 1996: These Premises Are Alarmed, de Thomas Adès[20]
- 1997: Das klagende Lied, de Gustav Mahler  (versión completa) () [cita requerida]
- 1998: North, de Graham Fitkin [cita requerida]
- 2000: Pluto, de Colin Matthews, un añadido a la obra The Planets  de Holst [cita requerida]

## Principales directores
- 1858–1895: sir Charles Hallé
- 1895–1899: sir Frederic Cowen
- 1899–1911: Hans Richter
- 1912–1914: Michael Balling
- 1915–1920: Sir Thomas Beecham
- 1920–1934: sir Hamilton Harty
- 1939–1942: sir Malcolm Sargent
- 1943–1970: sir John Barbirolli
- 1972–1983: James Loughran

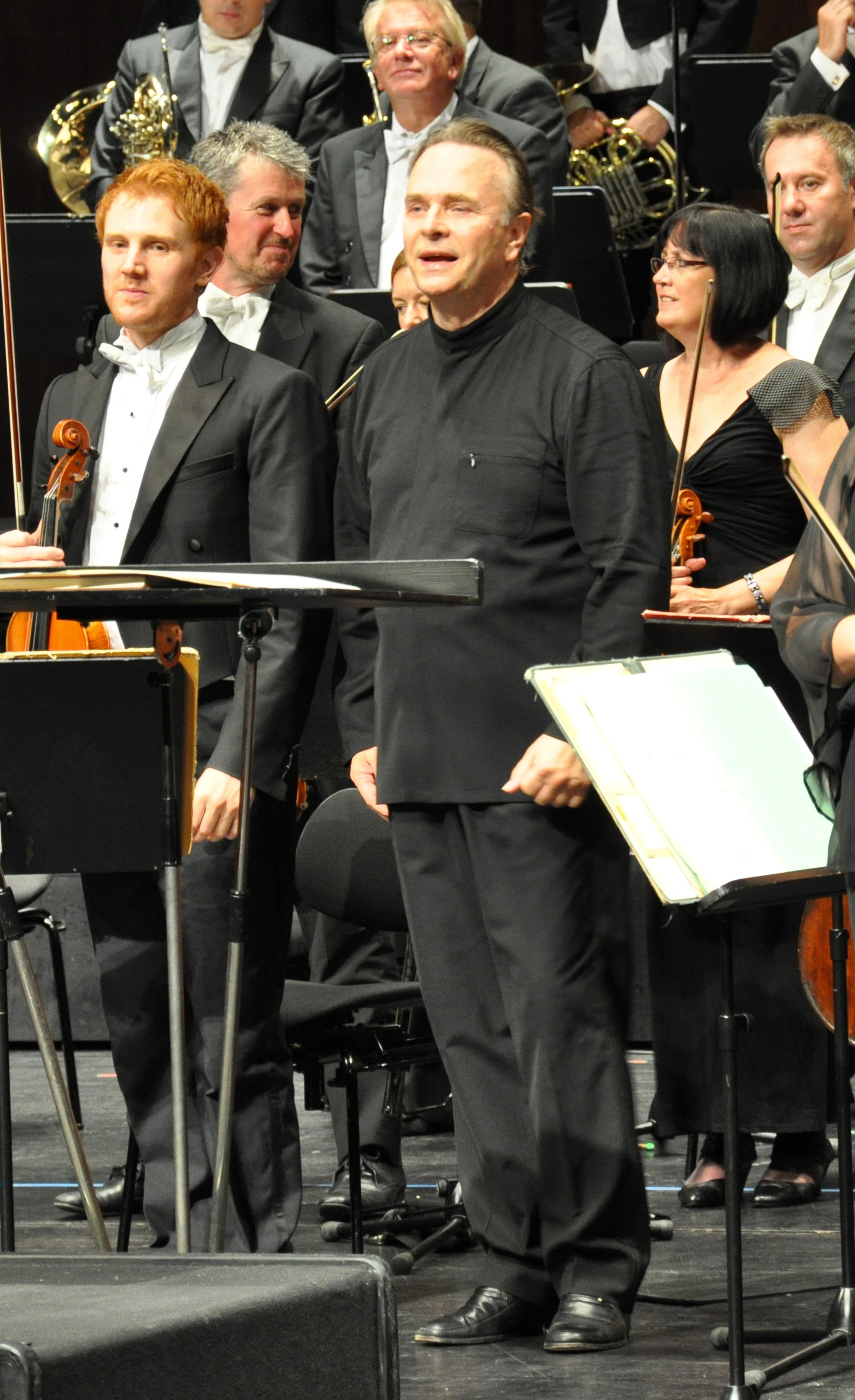
Mark Elder

- 1983–1992: Stanisław Skrowaczewski
- 1992–1999: Kent Nagano
- 2000–presente: sir Mark Elder